# Andrzej Kurek

Logo Sondy autorstwa Andrzeja Kurka

Andrzej Jerzy Kurek (ur. 1 stycznia 1947 w Warszawie, zm. 29 września 1989 w Raciborzu) – polski dziennikarz i popularyzator nauki, współprowadzący programu Sonda, autor słuchowisk fantastyczno-naukowych.

## Życiorys
Absolwent Technikum Łączności w Zespole Szkół Zawodowych nr 2 w Warszawie oraz Wydziału Fizyki Uniwersytetu Warszawskiego (1972).
Wspólnie ze Zdzisławem Kamińskim był autorem i  gospodarzem nadawanego przez Telewizję Polską w latach 1977–1989 niezwykle popularnego (6 mln widzów) programu popularnonaukowego Sonda, którego był także nominalnym kierownikiem. Andrzej Kurek jest także autorem charakterystycznego logo programu, które zaprogramował w BASIC-u na komputerze ZX Spectrum.

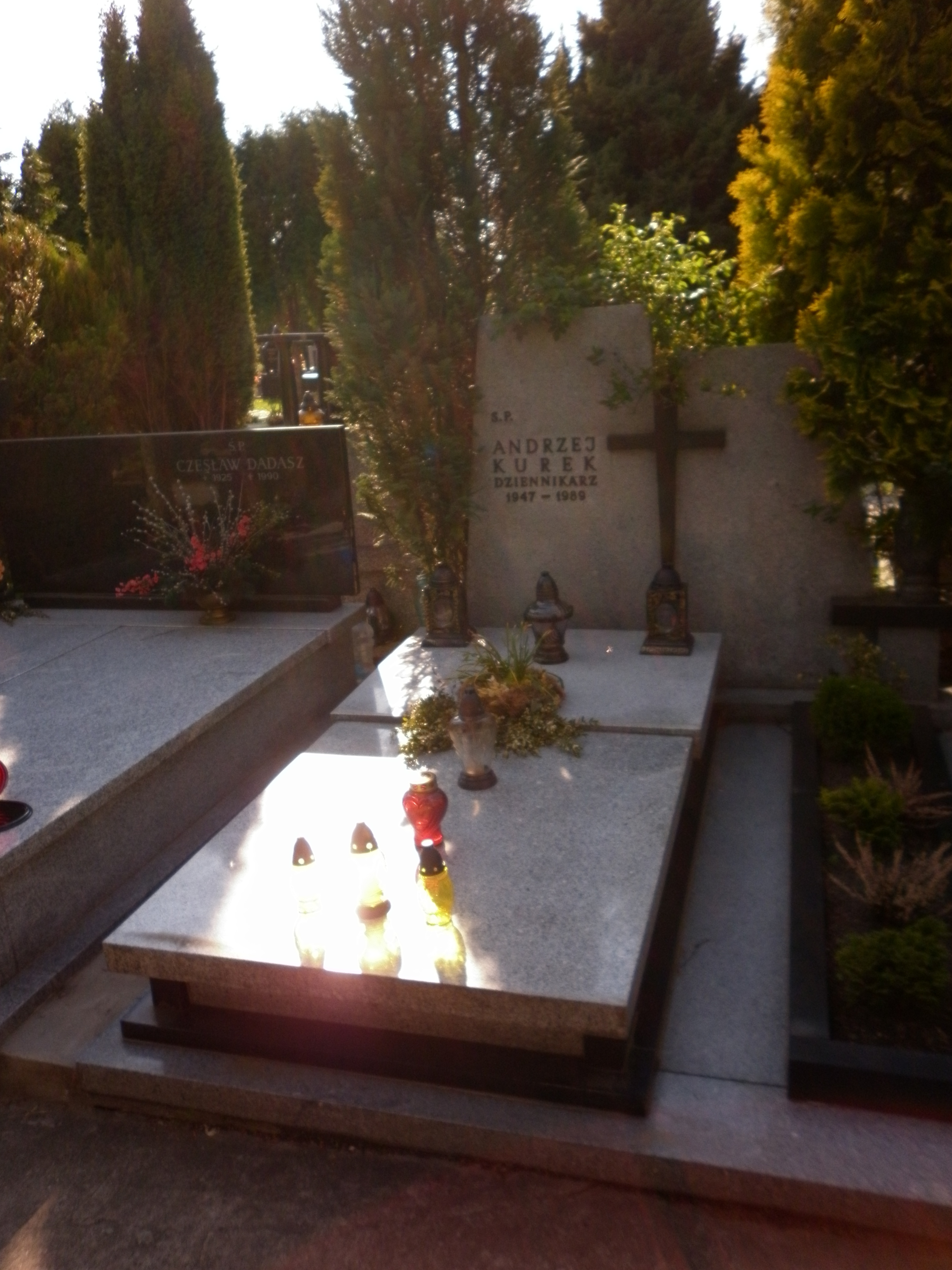
Grób Andrzeja Kurka na cmentarzu w Pyrach

Zginął razem z Kamińskim w wypadku samochodowym w Raciborzu-Brzeziu 29 września 1989 około godz. 10.00. Samochodem kierował były kierowca rajdowy Andrzej Gieysztor, który także poniósł śmierć. Uroczystości pogrzebowe obu autorów Sondy odbyły się 6 października 1989 w warszawskim kościele św. Piotra i Pawła. Dziennikarze zostali pochowani obok siebie na cmentarzu w Pyrach. Kwatera E.
Pośmiertnie odznaczony Krzyżem Kawalerskim Orderu Odrodzenia Polski.